# Nevada (Ohio)
Nevada – wieś w Stanach Zjednoczonych, w stanie Ohio, w hrabstwie Wyandot.